# Anopsicus pulcher
Anopsicus pulcher är en spindelart som först beskrevs av Bryant 1940.  Anopsicus pulcher ingår i släktet Anopsicus och familjen dallerspindlar.
Artens utbredningsområde är Kuba. Inga underarter finns listade i Catalogue of Life.